# TEE L'Île de France
Il treno TEE Île de France, dal nome della regione del Francia in cui si trova Parigi, fu istituito nel 1957 per collegare Parigi e Amsterdam.

## Trans Europ Express
L'Île de France è stata la quota francese dei primi servizi TEE sulla linea Paris-Bruxelles-Amsterdam (PBA). Il 2 giugno 1957 i servizi TEE sulla linea PBA è iniziato con tre treni. Uno di loro, il TEE L'Oiseau Bleu, servita solo la tratto Parigi - Bruxelles, l'altro, TEE L'Étoile du Nord collegata Amsterdam a Parigi. Entrambi sono servizi esistenti sostituiti della TEE gestiti da Ferrovie olandesi e svizzere. L'Île de France fu introdotto come uno orario "specchio" della Étoile du Nord, che ha iniziato la mattina ad Amsterdam ed è tornato ad Amsterdam prima di cena. Al fine di avere un servizio di mattina da Parigi ad Amsterdam, di ritorno da Amsterdam in serata l'Île de France è stato aggiunto all'inizio della rete TEE

### Materiale rotabile
Il servizio iniziò nel 1957 utilizzando un'automotrice francese RGP-825. Il 31 maggio 1964 gli automotrici furono sostituiti da treni di materiale ordinario .

#### Trazione
La trazione fu affidata a locomotive policorrente francese serie CC 40100 sostituite nel 22 maggio 1977 dalle locomotive belga serie 18.

#### Carrozze
Il 31 maggio 1964 il Île de France è stata la prima TEE di utilizzare le materiale Inox-PBA . Nel 2 agosto 1964 tutti i servizi TEE sul la linea PBA ottenuto carrozze Inox-PBA gestito dal SNCF e NMBS. Questo stock rimasto in uso fino all'apertura della Parigi-Bruxelles ad alta velocità ferroviaria nel 1995. Tuttavia alcune modifiche ha avuto luogo tra il 1983 e il 1987, quando una parte delle carrozze sono state ristrutturate di 2 ª classe e ottenuto una fascia verde invece di un (TEE) striscia rossa sopra le finestre.

### Percorso e fermate

Linea PBA; Île de France rosso, Thalys blu

Orario 1971
| TEE 86 | paese       | fermata           | km  | TEE 81 |
| ------ | ----------- | ----------------- | --- | ------ |
| 18:02  | Paesi Bassi | Amsterdam CS      | 0   | 12:28  |
| 18:40  | Paesi Bassi | Den Haag HS       | 63  | 11:46  |
| 18:56  | Paesi Bassi | Rotterdam CS      | 86  | 11:29  |
| 19:33  | Paesi Bassi | Roosendaal        | 144 | 10:50  |
| 19:57  | Belgio      | Antwerpen Oost    | 183 | 10:25  |
| 20:26  | Belgio      | Brussel Noord     | 227 | 09:55  |
| 20:32  | Belgio      | Brussel Zuid/Midi | 233 | 09:43  |
| **:**  | Belgio      | Mons              | 288 | **:**  |
| **:**  | Francia     | St Quentin        | 389 | **:**  |
| 23:04  | Francia     | Paris Nord        | 543 | 07:23  |

## Dopo 1987
Il 31 maggio 1987 LÎle de France fu, come gli altri servizi TEE PBA, integrato nel rete EuroCity. Il 23 maggio 1993, i servizi EuroCity tra Parigi e Bruxelles sono riclassificati come TEE.(Île de France II). Dopo l'apertura della LGV-Nord a 23 gennaio 1995 il servizi TEE nuovo sono ritirata per il momento questa ferrovia alta velocità è pienamente operativa con Thalys, il 26 maggio 1995.